# Carl-Olof Holmsäter
Carl-Olof Napoleon Holmsäter, född den 13 juni 1916 i Oskarshamn, död den 4 juli 1983, var en svensk målare. Han var far till Johan Holmsäter, Nils-Ola Holmsäter och Lars-Peter Holmsäter.
Holmsäter var som konstnär autodidakt och studerade konst under resor till bland annat Norge, Danmark, Frankrike, Nederländerna och Tyskland. Han medverkade i Nationalmuseums utställning Unga tecknare och Den frie Udstilling i Köpenhamn 1947 samt Studenternas konststudio i Uppsala 1949. Han medverkade i samlingsutställningar med Enköpings konstförening. Hans konst består av symboliska figurkompositioner, naket och landskap från Sandön och Gotland i olja eller akvarell. Carl-Olof Holmsäter är begravd på Breareds kyrkogård.